# Сьюдад-Реаль (провинция)
Сьюда́д-Реа́ль (исп. Ciudad Real, буквально «Королевский город») — провинция на юге центральной части Испании, в составе автономного сообщества Кастилия-Ла-Манча. Административный центр — Сьюдад-Реаль.

## География
Территория — 19 813 км² (3-е место среди провинций страны).

## История
История города Сьюдад-Реаль началась 20 февраля 1255 года, когда король Кастилии и Леона Альфонсо Х даровал поселенную хартию деревушке под названием Посуэло-де-Дон-Хиль (Колодец Дона Хиля).
Основной целью было создание торгово-административного центра королевства на территории могущественных военных орденов.
Король приказал окружить поселок каменной стеной в форме овала, с семью воротами. Это давало большие преимущества жителям поселка.
В 1300 году в Сьюдад-Реале образован союз Санта Эрмандад Вьеха (Старое святое братство). Вплоть до своего распада в 1835 году эта организация боролась с бандитизмом в районе Монтес-де-Толедо и с грабежами на дорогах, которым подвергались торговцы по пути в Андалусию.
В 1346 году Альфонсо XI созывает в Алькасаре (королевском дворце) Кортесы Кастилии — главный представительный орган испанских горожан и дворянства.
В 1420 году Хуан II присваивает королевскому поселку (Вилья-Реаль) статус города (Сьюдад-Реаль).
В 1451 году появляется на свет кабальеро Сьюдад-Реаля — Эрнан Перес дель Пульгар, который впоследствии примет участие в завоевании Гранады.
В 1691 году образована провинция Ла-Манча, столицей которой становится Сьюдад-Реаль.
В 1755 году значительная часть зданий города разрушена в результате землетрясения.
В 1796 году в городе открывается первая больница.
В 1809 году ополчение Сьюдад-Реаля терпит поражение в битве против французских оккупационных войск. Французы захватывают город и используют больницу в качестве казармы.
В 1866 году королева Изабелла II впервые приезжает в Сьюдад-Реаль на поезде.
В 1875 году церковь Санты-Марии-дель-Прадо переименована в собор Сьюдад-Реаля.
В 1905 году (трехсотлетний юбилей Дон Кихота) в Сьюдад-Реаль приезжает Альфонсо XIII, чтобы открыть выставку, посвященную Дон Кихоту.
```
В 2001 году начинает свою работу музей Дон Кихота.
```

Конец XX века ознаменован бурным развитием города Сьюдад-Реаль — в первую очередь, благодаря открытию университета в Кастилии — Ла-Манче.

## Демография
Население — 500 тыс. (30-е место; данные 2005 г.).

## Административное устройство
Провинция делится на 102 муниципалитета.